# Chester City Football Club
Il Chester City Football Club era una società calcistica con sede a Chester, in Inghilterra. Giocava le partite casalinghe al Deva Stadium.

## Storia
Il Chester City Football Club era un club alquanto importante nel panorama calcistico inglese: fondato nel 1885, partecipò dal 1931 al 2000 in Football League, che fino al 1992, anno dell'avvento della FA Premier League, era il campionato più importante tra Inghilterra e Galles. A partire dal 1998 cominciarono i problemi finanziari, che, nonostante i diversi cambiamenti di proprietà e manangement, non si scollò più di dosso. Relegata dal 2000 in Football Conference, riuscì ad essere promossa nella minore delle serie della Football League, la Football League Two, dove stette fino al 2009. Dall'estate 2009 il club fu messo in amministrazione controllata per 7 milioni di sterline (comprendenti i 5,5 milioni di investimenti di Vaughan divenuto proprietario nel settembre del 2001) di debiti. In grave crisi, riuscì ad iscriversi al quinto campionato inglese, ma con 24 punti di penalità. Il Chester City F.C. fu dichiarato ufficialmente fallito il 10 marzo 2010.
Dopo il fallimento e la scomparsa del Chester City Football Club, i tifosi hanno deciso di fondare, per mezzo del loro sito, un nuovo club di calcio, dal momento che a Chester non ve n'era più alcuno. Oltre 1000 tifosi hanno partecipato al sondaggio per decidere il nome della nuova squadra, che con il 70% dei voti è stato chiamato Chester Football Club.

## Colori
La divisa di casa era a righe verticali blu e bianche con pantaloncini neri e calzettoni bianchi, mentre la seconda era giallo chiaro.

## Stadio

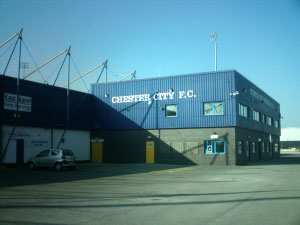
Il Deva Stadium

Lo stadio in cui giocava il Chester City F.C. è il Deva Stadium, tuttora usato dal Chester F.C. Ha la capacità di 5.376 posti, di cui 4.170 a sedere.
Costruito a partire dal gennaio del 1992, è operativo dalla stagione 1992-1993. Il primo match giocato qui fu la sconfitta dei padroni di casa per 2-1 in un match di Coppa di Lega contro lo Stockport County, mentre nell'esordio in campionato dell'anno stesso ci fu qui una vittoria, per 2-0 contro il Manchester United XI.
Nel decimo anniversario dello stadio, agosto 2002, ci fu una festosa amichevole speciale contro il Liverpool XI vinta per 1-0 dalla squadra di casa.
Dal 2004 al 2007 si chiamò Saunders Honda Stadium per motivi di sponsorizzazione, nella stagione 2008-2009 The Cestrian Trading Stadium.
È curioso notare che, nonostante ospiti una squadra inglese, in un campionato inglese, la locazione del campo da gioco sia in Galles. Chester è una città sul confine tra il territorio gallese e quello inglese, e il Deva si situa nella Sealand Road Industrial Estate, una delle aree industriali attorno alla città: gli spettatori e i calciatori entrano nello stadio da cancelli in Inghilterra, ma, quando giocano o assistono alla partita sono in locazione gallese.

## Statistiche e record

### Giocatori
- Più giovane esordiente nella storia del club: Aidan Newhouse (15 anni e 350 giorni)

## Palmarès

### Competizioni nazionali
- Football Conference: 1

2003-2004
- Coppa del Galles: 3

1907-1908, 1932-1933, 1946-1947
- Conference League Cup: 1

2000-2001

### Competizioni regionali
- Lancashire Senior Cup: 1

1956-1957
- Cheshire Senior Cup: 7

### Altri piazzamenti
- Coppa di Lega inglese:

Semifinalista: 1974-1975
- Third Division North:

Secondo posto: 1935-1936
Terzo posto: 1931-1932, 1934-1935, 1936-1937, 1946-1947
- Campionato inglese di quarta divisione:

Secondo posto: 1993-1994
Terzo posto: 1985-1986
Promozione: 1974-1975
- Football League Trophy:

Semifinalista: 1986-1987
- FA Trophy:

Semifinalista: 2000-2001
- Coppa del Galles:

Finalista: 1908-1909, 1909-1910, 1934-1935, 1935-1936, 1952-1953, 1953-1954, 1954-1955, 1957-1958, 1965-1966, 1969-1970
Semifinalista: 1931-1932, 1938-1939, 1949-1950, 1956-1957, 1964-1965, 1966-1967, 1967-1968, 1968-1969, 1970-1971, 1972-1973, 1975-1976, 1978-1979